# Marijne van der Vlugt
Marijne Ellen van der Vlugt (De Meije, 5 oktober 1965) is een Nederlandse zangeres en presentatrice.

## Biografie
Marijne van der Vlugt is een dochter van acteur Bram van der Vlugt. Van der Vlugt begon haar carrière in de schijnwerpers als model, en deed onder andere modellenwerk in Londen, Parijs en Tokio. Haar eerste televisieoptreden was in een reclame voor beschuit van Bolletje. Bij het maken van een videoclip voor MTV werd ze gevraagd om voor de Europese variant van de muziekzender auditie te doen voor VJ. Ze deed auditie in 1990, en werd daarmee de eerste Nederlandse presentatrice bij MTV Europe, wat ze vier jaar lang zou blijven doen. Van der Vlugt presenteerde onder meer het modeprogramma "The Pulse with Swatch" en het alternatieve muziekprogramma "120 minutes". In de tussentijd, vanaf 1992, voegde Van der Vlugt zich als zangeres bij de band Salad. Om zich volledig op deze band te kunnen richten, stopte ze in 1995 bij MTV. Salad was aanvankelijk actief van 1992 tot en met 1998. Later trad Van der Vlugt op met de band Cowboy Racer. Een van de bekendste nummers van de band, Yellow Horse, was te horen in de tv-serie Grey's Anatomy.
In 2015 was Van der Vlugt de voiceover van de MTV European Music Awards.
Vanaf 2016 begon Van der Vlugt opnieuw op te treden met Salad.